# 帕克卡里坦波區
帕克卡里坦波區（西班牙語：Distrito de Paccaritambo），是秘魯的一個區，位於該國南部庫斯科大區的帕魯羅省，始建於1963年10月22日，面積142.61平方公里，海拔高度3,584米，2005年人口2,551，人口密度每平方公里18人。